# Evropský hokejový pohár
Evropský hokejový pohár (European Cup či Europa Cup) nazývaný též Pohár mistrů evropských zemí (PMEZ) byla evropská mezinárodní klubová soutěž pořádaná od roku 1965 do roku 1997.
Celkem se odehrálo 32 ročníků. Během poslední sezony 1997 se uskutečnil i první ročník Evropské hokejové ligy, která pohár posléze nahradila.
O pohár hráli vítězové evropských ligových soutěží. Nejvíce 1. míst, a to 20, má CSKA Moskva.

## Systém soutěže
Systém soutěže se v průběhu let měnil, ale nejvýraznějšími změnami byly ti základní herní modely, které se ovšem v detailech rovněž ročník od ročníku odlišovaly. Od sezony 1965/66 do sezony 1977/78 probíhal turnaj vyřazovacím systémem, kdy se spolu mužstva utkávala systémem doma-venku nejprve ve čtyřech a později ve dvou zápasech. Vítěze určil větší počet vítězství popřípadě skóre a v případě shodnosti skóre dodatečné prodloužení či nájezdy. Nejlepší týmy byly zpravidla nasazovány až do pozdějších kol turnaje.
Mezi sezonami 1978/79 a 1989/90 probíhal turnaj ve dvou fázích. Nejprve se týmy střetly vyřazovacím systémem stejným jako v předešlých ročnících a po té se postoupivší týmy střetly ve finálové skupině hrané v hostitelském městě systémem každý s každým. V posledních třech takto pořádaných ročnících se do finálového turnaje nepostupovalo vyřazovacím systémem, ale ze základních skupin pořádaných stejně jako finálová skupina. Pro nejslabší týmy existovalo ještě předkolo o postup do těchto skupin.

Od sezony 1990/91 do zániku poháru probíhal turnaj systémem podobným posledním třem ročníkům, kdy se týmy utkávaly v hostitelském městě v základních skupinách každý s každým. Změnou byl systém boje o celkového vítěze, kterého tentokráte neurčila samotná finálová skupina, ale dvě finálové skupiny (v posledním ročníku ještě předcházely semifinálové skupiny), jejichž vítězové se střetly v jediném finálovém utkání o celkové prvenství a týmy na druhých místech o celkové třetí místo.

## Přehled jednotlivých ročníků
| Sezóna  | Vítěz                | 2. místo           | 3. místo                   | Místo konání                 |
| ------- | -------------------- | ------------------ | -------------------------- | ---------------------------- |
| 1965/66 | TJ ZKL Brno          | EV Füssen          | O třetí místo se nehrálo   | Hrálo se systémem doma-venku |
| 1966/67 | TJ ZKL Brno          | Ilves Tampere      | O třetí místo se nehrálo   | Hrálo se systémem doma-venku |
| 1967/68 | TJ ZKL Brno          | ASD Dukla Jihlava  | O třetí místo se nehrálo   | Hrálo se systémem doma-venku |
| 1968/69 | CSKA Moskva          | EC KAC             | O třetí místo se nehrálo   | Hrálo se systémem doma-venku |
| 1969/70 | CSKA Moskva          | HK Spartak Moskva  | O třetí místo se nehrálo   | Hrálo se systémem doma-venku |
| 1970/71 | CSKA Moskva          | ASD Dukla Jihlava  | O třetí místo se nehrálo   | Hrálo se systémem doma-venku |
| 1971/72 | CSKA Moskva          | Brynäs IF          | O třetí místo se nehrálo   | Hrálo se systémem doma-venku |
| 1972/73 | CSKA Moskva          | Brynäs IF          | O třetí místo se nehrálo   | Hrálo se systémem doma-venku |
| 1973/74 | CSKA Moskva          | TJ Tesla Pardubice | O třetí místo se nehrálo   | Hrálo se systémem doma-venku |
| 1974/75 | Křídla Sovětů Moskva | ASD Dukla Jihlava  | O třetí místo se nehrálo   | Hrálo se systémem doma-venku |
| 1975/76 | CSKA Moskva          | Poldi SONP Kladno  | O třetí místo se nehrálo   | Hrálo se systémem doma-venku |
| 1976/77 | Poldi SONP Kladno    | HK Spartak Moskva  | O třetí místo se nehrálo   | Hrálo se systémem doma-venku |
| 1977/78 | CSKA Moskva          | Poldi SONP Kladno  | O třetí místo se nehrálo   | Hrálo se systémem doma-venku |
| 1978/79 | CSKA Moskva          | Poldi SONP Kladno  | Ässät                      | Innsbruck                    |
| 1979/80 | CSKA Moskva          | Tappara            | TJ Slovan CHZJD Bratislava | Innsbruck                    |
| 1980/81 | CSKA Moskva          | IFK Helsinky       | Poldi SONP Kladno          | Ortisei                      |
| 1981/82 | CSKA Moskva          | TJ Vítkovice       | SC Riessersee              | Düsseldorf                   |
| 1982/83 | CSKA Moskva          | ASD Dukla Jihlava  | Tappara                    | Tampere                      |
| 1983/84 | CSKA Moskva          | Dukla Jihlava      | Dynamo Berlín              | Ortisei                      |
| 1984/85 | CSKA Moskva          | Kölner EC          | Dukla Jihlava              | Megève                       |
| 1985/86 | CSKA Moskva          | Södertälje SK      | SB Rosenheim               | Rosenheim                    |
| 1986/87 | CSKA Moskva          | TJ VSŽ Košice      | Färjestad BK               | Lugano                       |
| 1987/88 | CSKA Moskva          | TJ Tesla Pardubice | Tappara                    | Davos                        |
| 1988/89 | CSKA Moskva          | TJ VSŽ Košice      | Kölner EC                  | Kolín nad Rýnem              |
| 1989/90 | CSKA Moskva          | TPS Turku          | Djurgårdens IF             | Berlín                       |
| 1990/91 | Djurgårdens IF       | OHK Dynamo Moskva  | TPS Turku                  | Düsseldorf                   |
| 1991/92 | Djurgårdens IF       | Düsseldorfer EG    | OHK Dynamo Moskva          | Düsseldorf                   |
| 1992/93 | Malmö IF             | OHK Dynamo Moskva  | Jokerit Helsinky           | Düsseldorf                   |
| 1993/94 | TPS Turku            | OHK Dynamo Moskva  | Malmö IF                   | Düsseldorf                   |
| 1994/95 | Jokerit Helsinky     | Lada Togliatti     | TPS Turku                  | Turku                        |
| 1995/96 | Jokerit Helsinky     | Kölner EC          | HV71 Jönköping             | Kolín nad Rýnem              |
| 1996/97 | HC Lada Togliatti    | MODO Hockey        | Düsseldorfer EG            | Düsseldorf                   |

       Turnaj proběhl vyřazovacím systémem se zápasy doma-venku.
       Vítěze turnaje určila finálová skupina v hostitelském městě.
       Vítěze turnaje určilo finálové utkání vítězů finálových skupin.

## Přehled vítězů
| Klub                 | Celkem | Sezony |
| -------------------- | ------ | --- |
| CSKA Moskva          | 20     | 1969, 1970, 1971, 1972, 1973, 1974, 1976, 1978, 1979, 1980, 1981, 1982, 1983, 1984, 1985, 1986, 1987, 1988, 1989, 1990 |
| TJ ZKL Brno          | 3      | 1966, 1967, 1968 |
| Djurgårdens IF       | 2      | 1991, 1992 |
| Jokerit Helsinky     | 2      | 1995, 1996 |
| Křídla Sovětů Moskva | 1      | 1975 |
| Poldi SONP Kladno    | 1      | 1977 |
| Malmö IF             | 1      | 1993 |
| TPS Turku            | 1      | 1994 |
| HC Lada Togliatti    | 1      | 1997 |

## Přehled medailistů
| Klub                       | Zlatá medaile | Stříbrná medaile | Bronzová medaile |
| -------------------------- | ------------- | ---------------- | ---------------- |
| CSKA Moskva                | 20            | 0                | 0                |
| TJ ZKL Brno                | 3             | 0                | 0                |
| Djurgårdens IF             | 2             | 0                | 1                |
| Jokerit Helsinky           | 2             | 0                | 1                |
| Křídla Sovětů Moskva       | 1             | 0                | 0                |
| Poldi SONP Kladno          | 1             | 3                | 1                |
| Malmö IF                   | 1             | 0                | 1                |
| TPS Turku                  | 1             | 1                | 2                |
| HC Lada Togliatti          | 1             | 1                | 0                |
| ASD Dukla Jihlava          | 0             | 5                | 1                |
| / OHK Dynamo Moskva        | 0             | 3                | 1                |
| Kölner EC                  | 0             | 2                | 1                |
| HK Spartak Moskva          | 0             | 2                | 0                |
| TJ Tesla Pardubice         | 0             | 2                | 0                |
| Brynäs IF                  | 0             | 2                | 0                |
| TJ VSŽ Košice              | 0             | 2                | 0                |
| Tappara                    | 0             | 1                | 2                |
| Düsseldorfer EG            | 0             | 1                | 1                |
| EV Füssen                  | 0             | 1                | 0                |
| Ilves Tampere              | 0             | 1                | 0                |
| EC KAC                     | 0             | 1                | 0                |
| IFK Helsinky               | 0             | 1                | 0                |
| TJ Vítkovice               | 0             | 1                | 0                |
| Södertälje SK              | 0             | 1                | 0                |
| MODO Hockey                | 0             | 1                | 0                |
| Ässät                      | 0             | 0                | 1                |
| TJ Slovan CHZJD Bratislava | 0             | 0                | 1                |
| SC Riessersee              | 0             | 0                | 1                |
| Dynamo Berlín              | 0             | 0                | 1                |
| SB Rosenheim               | 0             | 0                | 1                |
| Färjestad BK               | 0             | 0                | 1                |
| HV71 Jönköping             | 0             | 0                | 1                |

## Přehled medailistů podle zemí
| Země              | Zlatá medaile | Stříbrná medaile | Bronzová medaile |
| ----------------- | ------------- | ---------------- | ---------------- |
| SSSR/ Rusko       | 22            | 6                | 1                |
| z toho SSSR       | 21            | 3                | 0                |
| z toho Rusko      | 1             | 3                | 1                |
| Československo    | 4             | 13               | 3                |
| Švédsko           | 3             | 4                | 4                |
| Finsko            | 3             | 4                | 6                |
| Německo (vč. NDR) | 0             | 4                | 5                |
| z toho NSR        | 0             | 2                | 3                |
| z toho sjed. SRN  | 0             | 2                | 1                |
| z toho NDR        | 0             | 0                | 1                |
| Rakousko          | 0             | 1                | 0                |